# Aeroporto Internazionale Sir Seretse Khama
L'aeroporto Internazionale Sir Seretse Khama (IATA: GBE, ICAO: FBSK) è un aeroporto botswano situato a 15 km a nord dal centro di Gaborone, la capitale del Botswana.
La struttura, intitolata a Seretse Khama, primo Presidente del Botswana, è posta all'altitudine di 1 006 m s.l.m. (3 299 ft), costituita da un terminal, una torre di controllo e da una pista con superficie in calcestruzzo con orientamento 08/26, lunga 4 000 × 45 metri (9 843 × 148 ft) ed equipaggiata con dispositivi di assistenza all'atterraggio tra i quali un impianto di illuminazione ad alta intensità (HIRL) e indicatore di angolo di approccio PAPI.
L'aeroporto è di proprietà del governo botswano ed è aperto al traffico commerciale, nonché hub della compagnia aerea di bandiera del Botswana: Air Botswana.